# Фойнс
Фойнс (Фойне; англ. Foynes; ирл. Faing, Фанг) — деревня и крупный порт в Ирландии, находится в графстве Лимерик (провинция Манстер).
Местная железнодорожная станция была открыта 29 апреля 1858 года, закрыта для пассажиров 4 февраля 1963 года.

## Демография
Население — 606 человек (по переписи 2006 года). В 2002 году население составляло 491 человек.
Данные переписи 2006 года:
| Общие демографические показатели |               |                               |                               |      |      |
| Всё население                    | Всё население | Изменения населения 2002—2006 | Изменения населения 2002—2006 | 2006 | 2006 |
| 2002                             | 2006          | чел.                          | %                             | муж. | жен. |
| 491                              | 606           | 115                           | 23,4                          | 333  | 273  |